# Gasometer an der Glocksee

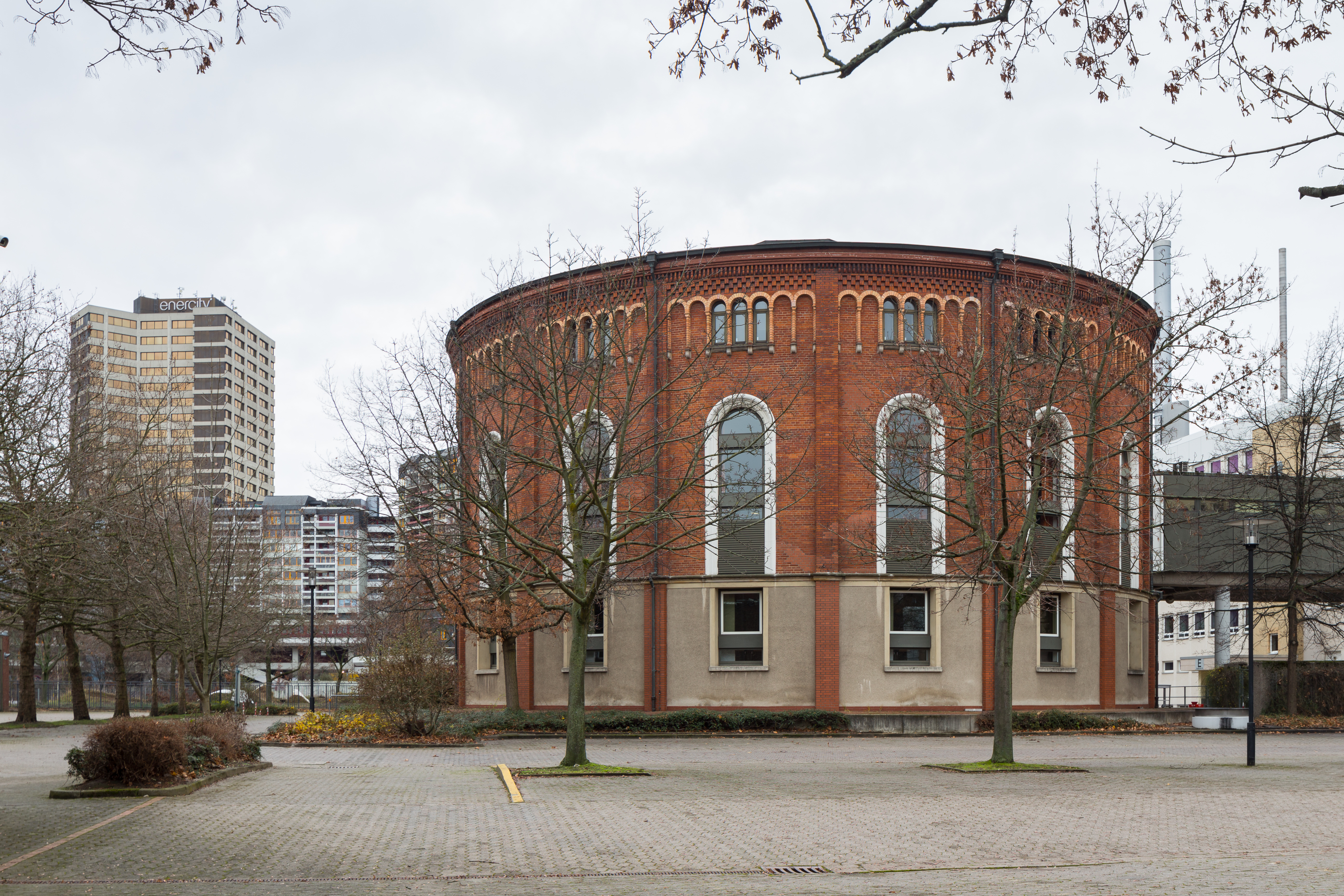
Gasometer an der Glocksee

Der Gasometer an der Glocksee ist ein ehemaliger Gasbehälter in Hannover im Bereich Glocksee des Stadtteils Calenberger Neustadt. Er wurde um 1882 erbaut und 1979 zur Kantine der Stadtwerke Hannover umgebaut. Heute wird das denkmalgeschützte Bauwerk als Veranstaltungsort genutzt.

## Beschreibung

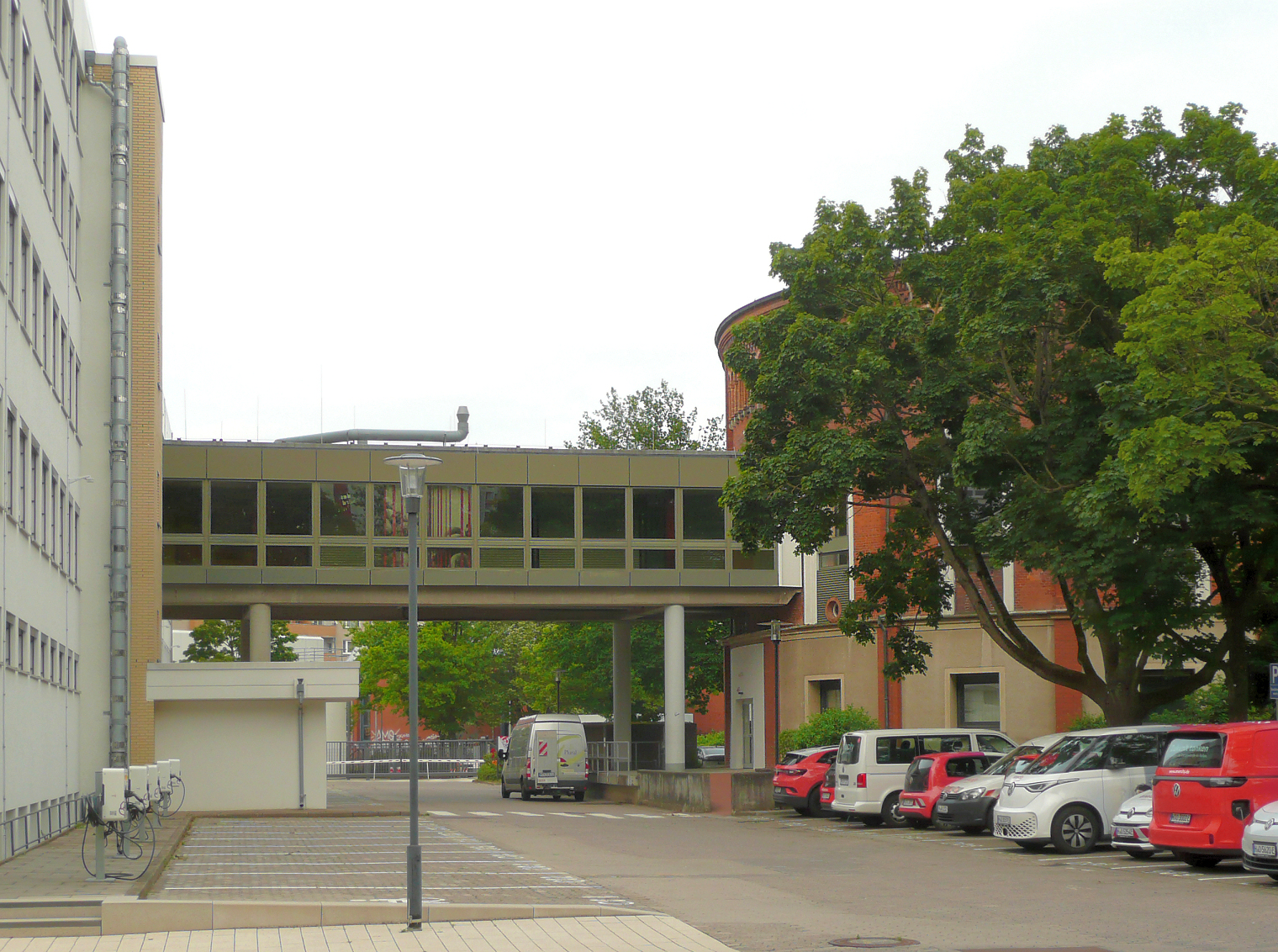
Die moderne Verbindungsbrücke zum Betriebsgebäude

Der frühere Gasbehälter steht auf dem Betriebsgelände der Stadtwerke Hannover, heute enercity. Das kreisrunde Bauwerk aus rotem Ziegel hat einen Durchmesser von 28 Meter und wird von einem flachen Kegeldach bekrönt. Der Bau ist horizontal in Sockel-, hohes Haupt- und Attikageschoss gegliedert. Im Hauptgeschoss befinden sich umlaufend hohe Rundbogenöffnungen. Die Fassade weist eine Lisenengliederung und einen Rundbogenfries als oberen Abschluss auf. Im Inneren des Bauwerks befand sich ein stählerner Kessel zur Speicherung von bis zu 5000 m³ Gas. Ursprünglich gab es unmittelbar daneben einen baugleichen Gasbehälter, der im 20. Jahrhundert abgerissen wurde.
Das Niedersächsische Landesamt für Denkmalpflege hält den Gasbehälter mit sakraler Architektur für ein gutes Beispiel gründerzeitlicher Industriebaukunst, die die technische innere Nutzung in der äußeren Architektur mit anspruchsvollen Zitaten verbrämte und überhöhte.

## Geschichte
Der Gasometer war Teil des ab 1825 entstandenen Gaswerks Glocksee der Imperial Continental Gas Association und bei seinem Bau 1882 einer von sieben Gasbehältern auf dem Gelände. Anfangs erzeugte das Werk Gas für die Straßenbeleuchtung und später für weitere Anwendungen. Durch das Gaswerk war Hannover die erste Stadt mit Gasversorgung auf dem europäischen Festland. Der Rundbau mit seinem inneren Gaskessel wurde wegen einer Umstellung bei der Gasherstellung nur bis zum Ersten Weltkrieg genutzt und dann in ein Lagergebäude umgebaut. Durch eine 1930 in Betrieb genommene, rund 180 km lange Ferngasleitung von Hamm nach Hannover wurde das Gaswerk überflüssig. Die Leitung transportierte das im Ruhrgebiet bei der Koksherstellung als Nebenprodukt anfallende Kokereigas. In den 1930er Jahren wurde das Gaswerk bis auf die Gasbehälter abgerissen. Im Zweiten Weltkrieg wurde im Keller ein Bunker eingebaut, der zeitweise als Einsatzzentrale des Gaswerks diente. 
Heute ist der verbliebene Gasbehälter der letzte Baurest des Gaswerks. Der Architekt Rolf Wékel baute ihn 1979 in ein Sozialgebäude des Elektrizitätswerks der Stadtwerke Hannover um. Das Erdgeschoss war für die Werksküche bestimmt und das Obergeschoss diente als Speisesaal für 400 Personen. Außerdem wurde der Bau mit dem Betriebsgebäude des Elektrizitätswerks über eine 19 Meter lange, verglaste Brücke verbunden. 
Bei der Verbreiterung der Ihme aus Hochwasserschutzgründen im Jahr 2011 wurden im Bereich des früheren Gaswerks giftige Altlasten im Boden entdeckt und entsorgt.

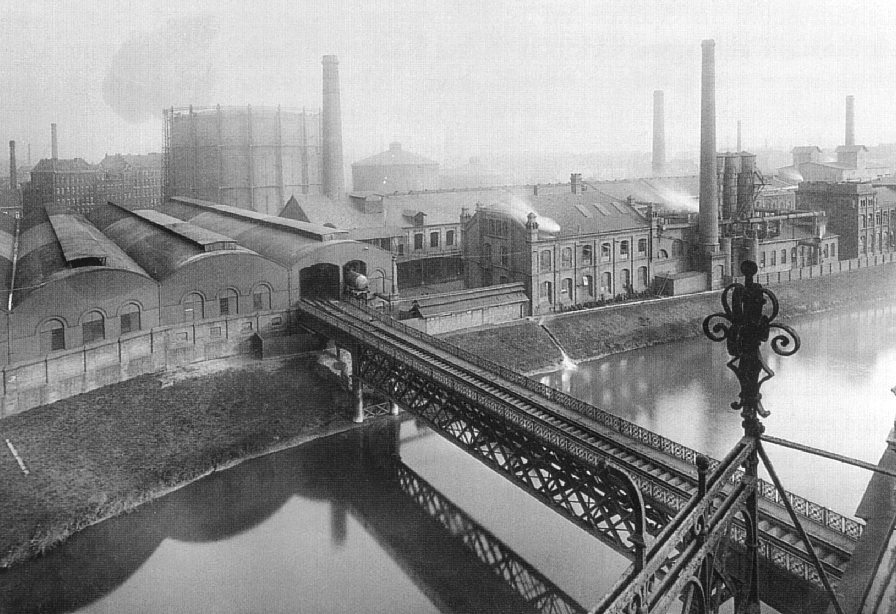
Gaswerk Glocksee an der Ihme um 1900
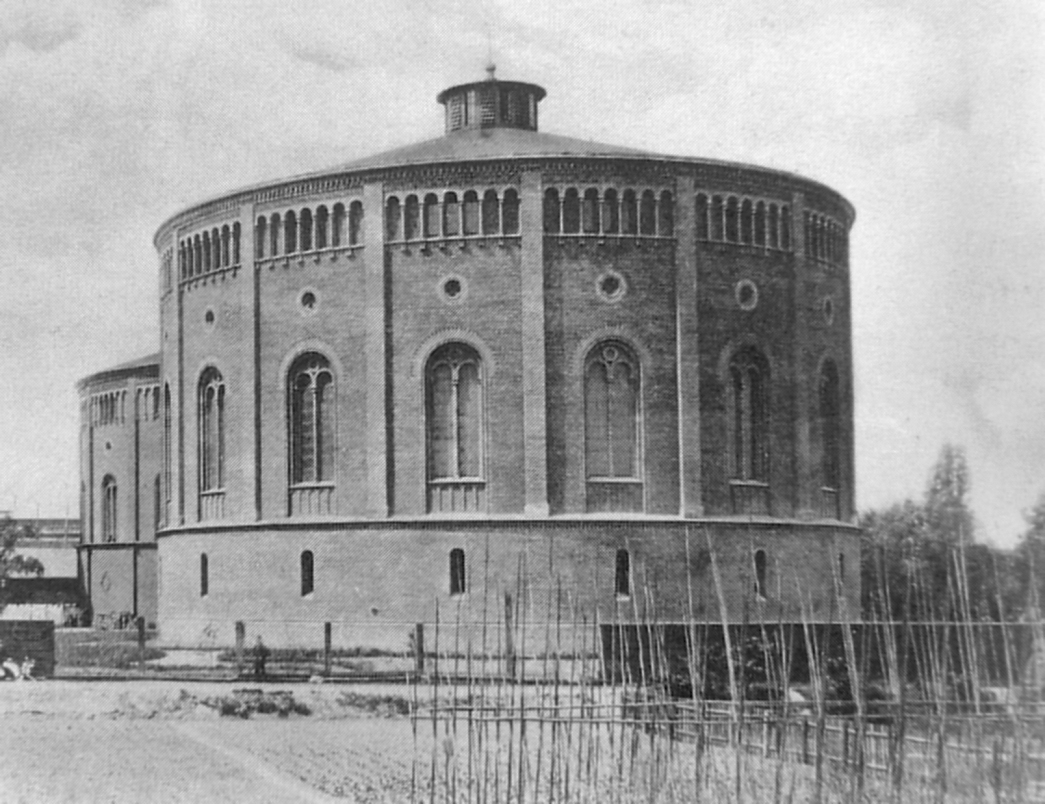
Die beiden baugleichen Gasbehälter um 1882